# Старгейт (филм)
„Старгейт“ (на английски: Stargate) е фантастичен/екшън филм, излязъл през 1994 година и режисиран от Роланд Емерих и продуциран от Дийн Девлин. Сценаристи са Дейвид Арнолд и Роланд Емерих, саундтракът е от Дейвид Арнолд. През 1997 година се заснима и телевизионен сериал по филма.

## Сюжет
През 1928 г. експедиция, търсеща реликви в Древен Египет, открива голям метален пръстен в близост до град Гиза, който бива конфискуван от Въоръжените сили на САЩ, за да бъде изследван. В наши дни, брилянтният египтолог Даниел Джаксън (Джеймс Спейдър) е нает да разчете символите по мистериозния пръстен. Оказва се, че пръстенът е Звезден портал - извънземно устройство, позволяващо почти моментална телепортация до сходно устройство което е разположено на друга планета.
Джаксън е изпратен заедно с въоръжена група водена от полковник Джак О'Нийл (във филма в ролята Кърт Ръсел, а в сериала Ричард Дийн Андерсън), през портала, наречен Старгейт, на пустинна планета, наречена Абидос. Там те откриват малобройна човешка цивилизация, поробена от извънземен, на име Ра (Джей Дейвидсън), еквивалент на древноегипетския бог на Слънцето Ра. Той притежава човешко тяло, което се регенерира във високотехнологичен саркофаг. Пазачите и войниците на Ра носят животински шлемове, наподобяващи образите на други древноегипетски (~3100 год. преди новата ера: епохата на фараоните & строежа на пирамидите) божества, Анубис и Хор, но не е ясно дали Ра просто е вдъхновил легендите или е част от тях. (Филмът разкрива, че Ра е създал цялата Египетска митология, за да покори човечеството.) Оказва се, че Ра е имал роби и на двете планети, но след бунт на Земята, хората са затворили Портала. Когато Ра се опитва да унищожи Земята, изпращайки бомба през отново отворения портал, земните изследователи провокират бунтове сред населението на Абидос, които завършват със смъртта на Ра и разрушаването на космическия му кораб.

## Български дублажи
| Озвучаващи артисти | Наталия Бардская Любомир Младенов Станислав Пищалов Никола Стефанов |

| Озвучаващи артисти | Милена Живкова Борис Чернев Петър Чернев Георги Георгиев-Гого |
| Превод             | Тодор Николов                                                 |
| Тонрежисьор        | Димитър Кръстев                                               |

## Филми от поредицата за „Старгейт“
Поредицата „Старгейт“ включва 3 филма:
- „Старгейт“ (1994)
- „Старгейт: Кивотът на истината“ (2008)
- „Старгейт: Континуум“ (2008)